# Clifford Joseph
Clifford Joseph (Dominica, 26 settembre 1978) è un ex calciatore dominicense, di ruolo centrocampista.

## Carriera

### Club
Gioca dal 2004 al 2005 all'Ideal.

### Nazionale
Nel 2000 ha giocato la sua unica partita con la Nazionale dominicense, ovvero l'incontro di qualificazione ai Mondiali 2002 perso per 3-1 in casa contro Haiti.
Successivamente, anche se non naturalizzato, ha optato di giocare per la Nazionale di calcio di Montserrat, esordendovi nel 2004. Ha collezionato in totale, con la Nazionale di Montserrat, 8 presenze.